# Andrzej Kryszewski
Andrzej Józef Kryszewski (ur. 19 listopada 1933 w Poznaniu, zm. 21 maja 2019 w Sopocie) – polski lekarz, specjalista w zakresie chorób wewnętrznych i gastroenterologii, prof. dr hab.

## Życiorys
Syn Józefa i Teofili. W 1959 ukończył Akademię Medyczną w Gdańsku, z którą był od czasu studiów związany zawodowo, od 1980 jako docent. W 1972 odbył staż WHO w Hammersmith Hospital w Londynie. Był m.in. dyrektorem Instytutu Chorób Wewnętrznych i kierownikiem Pracowni Endoskopii Gastroenterologicznej gdańskiej uczelni medycznej, a także wojewódzkim specjalistą ds. chorób wewnętrznych na terenie województwa gdańskiego. W 1980 uzyskał stopień doktora habilitowanego. 31 maja 1990 nadano mu tytuł naukowy profesora nauk medycznych. Pracował na stanowisku profesora w Instytucie Chorób Wewnętrznych na Wydziale Lekarskim z Oddziałem Stomatologicznym Akademii Medycznej w Gdańsku i w Powiślańskiej Szkole Wyższej w Kwidzynie, oraz pełnił funkcję członka prezydium Gdańskiego Towarzystwa Naukowego.
Zajmował się m.in. zagadnieniami wchłaniania jelitowego oraz wpływu alkoholizmu na przewód pokarmowy.
Zmarł 21 maja 2019.

## Odznaczenia
- 1978: Złoty Krzyż Zasługi[1]
- 1985: Krzyż Kawalerski Orderu Odrodzenia Polski[1]
- 1988: Odznaka honorowa „Za wzorową pracę w służbie zdrowia”[1]
- 1997: Medal Zasłużonego AMG[1]
- 1999: Medal Komisji Edukacji Narodowej[1]
- Odznaka honorowa "Zasłużonym Ziemi Gdańskiej"[3]

## Wybrane publikacje
- 2005: Coexistence of coeliac disease and Leśniowski-Crohn's disease[2]
- 2006: Choroba trzewna u dorosłych : wierzchołek góry lodowej[2]